# Ròca de Tolosa
La Ròca de Tolosa es una montaña de los Pirineos con una altitud 2345 metros, situado en la comarca del Valle de Arán (provincia de Lérida).

## Descripción
La montaña de la Ròca de Tolosa está situada en el valle de Horno, valle atravesado por el río Nere, que desemboca en el río Garona en la localidad de Viella y Medio Arán. 
Cerca de la cima de la Ròca de Tolosa nacen los barrancos de Hereishedo que desemboca en el río Nere y el barranco de la Montanha de Delà que desemboca en el río Joeu en el Valle de era Artiga de Lin.